# Lonchocarpus macrocarpus
Lonchocarpus macrocarpus är en ärtväxtart som beskrevs av George Bentham. Lonchocarpus macrocarpus ingår i släktet Lonchocarpus och familjen ärtväxter. Inga underarter finns listade i Catalogue of Life.